# José Maurício dos Santos
José Maurício dos Santos (Araranguá, 31 de julho de 1850 – , 26 de janeiro de 1927) foi um político brasileiro.
Foi prefeito de Jaguaruna e de Laguna.
Foi deputado à Assembleia Legislativa de Santa Catarina na 4ª legislatura (1901 — 1903), na 5ª legislatura (1904 — 1906), e na 7ª legislatura (1910 — 1912).